# Wolfgang Lienemann
Wolfgang Lienemann (* 8. November 1944 in Bad Essen, Niedersachsen) ist ein deutsch-schweizerischer Theologe.

## Leben
Nach dem Studium der Ev. Theologie und der Philosophie in Göttingen und Heidelberg (1964–1969) sowie dem absolvierten Ersten theologischen Examen im Jahr 1969 war er Vikar der Hannoverschen Landeskirche und wissenschaftlicher Mitarbeiter an der Universität Heidelberg. Nach dem Zweiten theologischen Examen (1976) nahm er von 1976 bis 1986 eine Stelle als wissenschaftlicher Mitarbeiter an der Forschungsstätte der Evangelischen Studiengemeinschaft (FEST) in Heidelberg wahr mit den Arbeitsschwerpunkten Ethik, Theologie und Friedensforschung, Energiepolitik, Ekklesiologie/Kirchenrecht/Staatskirchenrecht und politische Ethik. Im Jahr 1981 erfolgte die Promotion (Gewalt und Gewaltverzicht. Studien zur abendländischen Vorgeschichte der gegenwärtigen Wahrnehmung von Gewalt) und im Jahr 1983 die Habilitation (Titel: Kernwaffen und die Frage des gerechten Krieges) (beides an der Universität Heidelberg unter Betreuung seines Lehrers Heinz Eduard Tödt). Von 1986 bis 1992 war er Professor für Sozialethik am Fachbereich Evangelische Theologie der Philipps-Universität Marburg und von 1992 bis zu seiner Emeritierung im Jahr 2010 Professor für Ethik an der Universität Bern. Er nahm Gastdozenturen in Pietermaritzburg (Südafrika), Venedig, São Leopoldo (Brasilien), am Melanchthon-Centrum Rom, an der Kwansei-Gakuin-Universität, Nishinomiya (Japan) und am Princeton Theological Seminary (New Jersey, USA) wahr. Seine Forschungsschwerpunkte nach seiner Emeritierung bilden ökumenische Friedensethik, Rechtsethik, religiöse Konversion, Karl Barth und Immanuel Kant.
Lienemann ist mit Christine Lienemann-Perrin verheiratet. Zu seinen Schülern gehören u. a. Frank Mathwig und Marco Hofheinz.

## Schriften (Auswahl)
- Gewalt und Gewaltverzicht. Studien zur abendländischen Vorgeschichte der gegenwärtigen Wahrnehmung von Gewalt. München 1982, ISBN 3-459-01388-5.
- Gerechtigkeit. Göttingen 1996, ISBN 3-525-87162-7.
- Frieden. Vom „gerechten Krieg“ zum „gerechten Frieden“. Göttingen 2000, ISBN 3-525-87181-3.
- Grundinformation Theologische Ethik. Göttingen 2008, ISBN 978-3-8252-3138-5.